# Zsuzsa Mihályi
Zsuzsa Mihályi (ur. 1968) – węgierska tłumaczka.

## Życiorys
Od 1993 roku pracuje jako tłumacz polskiej literatury współczesnej.

## Tłumaczenia
- 2018: Marta Kwaśnicka Hedvig. A waweli királynő (Jadwiga)i[2]
- 2018: Filip Springer Miedzianka – Egy eltűnt város krónikája (Miedzianka. Historia znikania)
- 2015: Sylwia Chutnik Női zsebatlasz (Kieszonkowy atlas kobiet)[3]
- 2015: Jacek Dukaj Dalok odaátról (Inne pieśni)[4]
- 2013: Janusz Leon Wiśniewski Intim relativitáselmélet (Intymne. Rozmowy nie tylko o miłości)[5]
- 2012: Mariusz Szczygieł Teremts magadnak édenkertet! (Zrób sobie raj)[5]
- 2012: Jacek Dukaj E-könyv – Extensa – Regény az EPR-paradoxonra (Extensa)[5]
- 2012: Jacek Dukaj Zuzanna és a világmindenség (Córka łupieżcy)[4]
- 2012: Jacek Hugo-Bader Fehér Láz. Delirium tremens (Biała gorączka) (wspólnie z Pálfalvi Lajos)[5]
- 2011: Czesław Miłosz A lengyel irodalom I.-II (Literatura polska)[5]
- 2011: Czesław Miłosz Metafizikai pauza (Metafizyczna pauza) (wspólnie z: Bojtár Endre, Cservenits Jolán, Pálfalvi Lajos, Vörös István)[5]
- 2009: Barbara Smoleńska-Zielińska Fryderyk Chopin élete és zenéje (Życie i muzyka Fryderyka Chopina)[6]
- 2009: Mariusz Szczygieł Gottland[6]
- 2007: Stanisław Lem Sex Wars[6]
- 2007: Sławomir Mrożek Baltazár (Baltazar)[6]
- 2006: Aleksander Kaczorowski Életjáték – történet Bohumil Hrabalról (Gra w życie. Opowieść o Bohumilu Hrabalu)[6]
- 2006: Jerzy Sosnowski Aglaja – apokrifa (Apokryf Agłai)[6]
- 2006: Olga Tokarczuk Sok dobon játszani – 19 elbeszélés (Gra na wielu bębenkach)[6][7]
- 2004: Gustaw Herling-Grudziński A sivatag forró lehelete (Gorący oddech pustyni) (wspólnie z: Körtvélyessy Klára,Pálfalvi Lajos. Nagyvilá)[6]
- 2003: Zbigniew Herbert Labirintus a tengerparton (Labirynt nad morzem)[6]
- 2002: Włodzimierz Kowalewski Visszatérés Breitenheidébe (Powrót do Breitenheide (wspólnie z: Pálfalvi Lajos, Keresztes Gáspár))[6]
- 2001: Jerzy Ficowski A nagy eretnekség régiói – Bruno Schulz életéről (Regiony wielkiej herezji. O życiu Brunona Schulza)[6]
- 2001: Andrzej Stasiuk Galíciai történetek (Opowiadania galicyjskie)[6]
- 2000: Olga Tokarczuk Az Őskönyv nyomában (Podróż ludzi Księgi)[7]